# Den schmalkaldiske krig
Den schmalkaldiske krig var en kortvarig krig, der blev ført i 1546 og 1547 mellem den katolske kejser Karl 5. af det tysk-romerske rige og det schmalkaldiske forbund, et protestantisk fyrsteforbund opkaldt efter byen Schmalkalden i Thüringen. 

## Baggrund
De protestantiske fyrster, som havde allieret sig efter rigsdagen i Augsburg i 1530, var i stigende grad en magtfaktor som truede kejserens indflydelse. Først efter at Karl 5. i 1544 ved freden i Crépy havde bragt stridighederne med Frankrig til ende, havde han mulighed for og midler til at bruge magt mod det schmalkaldiske forbund. Kejseren sluttede forbund med pave Paul 3. (1534-1549) mod kætterne. Da forbundet i 1546 vægrede sig ved at sende repræsentanter til koncilet i Trento, lyste han Johan Frederik 1. af Sachsen og Philipp 1. af Hessen fredløse (Reichsacht/rigsaktde:Reichsacht).

## Forløb
Det lykkedes Karl 5. at vinde den egentlig protestantiske hertug Moritz af Sachsen for sin sag; det svækkede forbundet. Han udnyttede det ved at indlede sit  Donaufelttog mod forbundet, først mod isolerede forbundsbyer i Sydtyskland (Ulm, Konstanz, Biberach); og han besejrede den 24. april 1547 den schmalkaldiske forbundshær i slaget på Lochauer Heide ved Mühlberg an der Elbe. Johann Frederik 1. blev taget til fange, og landgreve Philipp af Hessen overgav sig. Begge blev holdt i fangenskab i Nederlandene i årevis. Selv om Bremen og Magdeburg  modstod kejseren, var forbundet i realiteten opløst.

## Efterspil
Som belønning for at have skiftet side tildelte han hertug Moritz af Sachsen den sachsiske kurværdighed, som Johann Frederik af den ernestinske linje af Wettinslægten besad. Kurlandene og andre dele af Sachsen kom i den albertinske linjes besiddelse, mens ernestinerne kun beholdt dele af Thüringen.
På rigsdagen i Augsburg i 1548 måtte de protestantiske fyrster acceptere  Augsburger Interim
Karl 5. var alligevel ikke i stand til at standse urolighederne, og sejren over protestanterne blev kortvarig. I 1552 slog den styrkede kurfyrst Moritz af Sachsen sig sammen med andre protestantiske fyrster mod den spanske succession og kejseren;  det lykkedes fyrsterne at tvinge kejser Karl på flugt. 

Hans broder, Ferdinand 1., forhandlede på sin side med Moritz af Sachsen og de protestantiske fyrster, og det endte med Passau-traktaten, som sikrede protestanterne omfattende rettigheder. Ved religionsfreden i Augsburg i 1555 blev de bekræftet.
Karl 5. abdicerede efter sit nederlag i 1556 til fordel for Ferdinand.